# 深川市立高等看護学院
深川市立高等看護学院（ふかがわしりつこうとうかんごがくいん）とは、北海道深川市にある市立の専修学校。

## 概要
- 一学年20人、全学年60人の非常に小規模の学校。深川市立病院に隣接している。

## 設置学科
- 看護学科 （3年制・昼間）

## 所在地
- 北海道深川市6条8番6号

## 取得できる資格・免許状

### 看護学科
- 専門士称号
- 看護師国家試験受験資格
- 保健師・助産師学校（保健師助産師看護師養成所）および養護教諭養成学校受験資格